# Ameerega munduruku
Ameerega munduruku é uma espécie de anfíbio anuro da família Dendrobatidae.
Descoberta na Amazônia brasileira, nas proximidades dos rios Teles Pires e Madeira-Tapajós. Com comprimento variando entre 20 e 28 mm, apresenta corpo preto com faixas dorsolaterais creme ou amarelas e manchas laranjas brilhantes em regiões específicas. A coloração ventral é branca com manchas pretas, características que o diferenciam de outras espécies do gênero. É diurno, terrestre, e habita florestas e clareiras com afloramentos rochosos próximos a corpos d'água, onde os machos vocalizam notas harmônicas para atração. Nomeado em homenagem ao povo Munduruku, é aposemático, exibindo coloração de advertência para predadores.